# Sven Vermant
Pour les articles homonymes, voir Sven.
Sven Vermant, né le 4 avril 1973 à Lierre en Belgique, est un footballeur international et entraîneur belge qui joue au poste de milieu de terrain. Il est actuellement le sélectionneur de l'équipe belge des moins de 19 ans.

## Biographie
Après un premier passage au FC Bruges, en provenance de Malines, il va tenter sa chance à l'étranger, à Schalke 04 où il gagne une coupe d'Allemagne. À la suite du départ de Timmy Simons vers le PSV Eindhoven, il revient à Bruges en 2005 pour apporter son expérience au milieu de terrain brugeois. En 2006, après le départ à la retraite de Gert Verheyen, il devient capitaine du club. Vermant joue son 300e match de division 1 le 27 août 2006 au RSC Anderlecht.
Le 10 décembre 2007, il joue lors du match au KSV Roulers son 400e match pour le FC Bruges. Seul neuf joueurs ont alors réalisé cette performance dans l'histoire d'après-guerre du club. À la fin de la saison 2007-2008, son contrat n'est pas prolongé par le FC Bruges. Il décide alors de jouer encore 2 saisons à Knokke, en première provinciale, avant de mettre un terme définitif à sa carrière de footballeur.
Il dispute également 18 matchs (sur 22 sélections) avec les diables rouges entre le 23 août 1995 et le 4 septembre 2004 avant de mettre un terme à sa carrière internationale.
Il revient ensuite à Bruges, d'abord comme entraîneur des -17 ans, et depuis mars 2011, dans un rôle d'assistant du manager sportif Henk Mariman,.
Le 5 janvier 2018, il devient le nouvel entraîneur principal de Waasland-Beveren, en remplacement de Philippe Clément, parti au KRC Genk.  Il est limogé du club waaslandien le 9 mai 2018 à la suite d'une lourde défaite 8-0 à Zulte-Waregem.
De 2022 à 2025, il est l'entraineur adjoint de l'équipe nationale belge des moins de 17 ans avant d'être nommé sélectionneur des moins de 19 ans début février 2025.

## Statistiques
| Saison  | Club       | Pays | Championnat          | Match | Buts |
| ------- | ---------- | ---- | -------------------- | ----- | ---- |
| 1991/92 | FC Malines |      | Division 1           | 1     | 0    |
| 1992/93 | FC Malines |      | Division 1           | 20    | 4    |
| 1993/94 | FC Bruges  |      | Division 1           | 29    | 5    |
| 1994/95 | FC Bruges  |      | Division 1           | 31    | 12   |
| 1995/96 | FC Bruges  |      | Division 1           | 31    | 6    |
| 1996/97 | FC Bruges  |      | Division 1           | 26    | 4    |
| 1997/98 | FC Bruges  |      | Division 1           | 30    | 6    |
| 1998/99 | FC Bruges  |      | Division 1           | 31    | 7    |
| 1999/00 | FC Bruges  |      | Division 1           | 32    | 14   |
| 2000/01 | FC Bruges  |      | Division 1           | 33    | 13   |
| 2001/02 | Schalke 04 |      | Bundesliga           | 28    | 0    |
| 2002/03 | Schalke 04 |      | Bundesliga           | 23    | 4    |
| 2003/04 | Schalke 04 |      | Bundesliga           | 25    | 2    |
| 2004/05 | Schalke 04 |      | Bundesliga           | 22    | 0    |
| 2005/06 | FC Bruges  |      | Division 1           | 32    | 1    |
| 2006/07 | FC Bruges  |      | Division 1           | 27    | 3    |
| 2007/08 | FC Bruges  |      | Division 1           | 12    | 1    |
| 2008/09 | Knokke     |      | Première Provinciale | 28    | 10   |
| 2009/10 | Knokke     |      | Première Provinciale | 18    | 13   |

## Palmarès
- 2 fois Champion de Belgique en 1996 et 1998 avec le FC Bruges.
- 3 fois vainqueur de la Coupe de Belgique en 1995, 1996 et 2007 avec le FC Bruges.
- 3 fois vainqueur de la Supercoupe de Belgique en 1994, 1996 et 1998 avec le FC Bruges.
- 1 fois vainqueur de la Coupe d'Allemagne en 2002 avec Schalke 04.
- 1 fois vainqueur de la Coupe de la Ligue d'Allemagne en 2005 avec Schalke 04.

## Vie privée
Sven Vermant est le père de Romeo Vermant, également footballeur professionnel.